# Eesti otsib superstaari (prima edizione)
La prima edizione di Eesti otsib superstaari, la versione estone del reality show Pop Idol, si è tenuta dal febbraio al giugno 2007. Ha visto come vincitrice Birgit Õigemeel. Il programma è stato condotto da Jüri Nael e Aigi Vahing e ha avuto come giudici Mihkel Raud, Heidy Purga e Rein Rannap. Le audizioni si sono svolte nel mese di gennaio in quattro città: Tallinn, Tartu, Pärnu e Jõhvi.

## Performance

### Top 9: Canzoni per una persona speciale
- Rivo Kingi – "Fairytale Gone Bad" di Sunrise Avenue
- Nele Kirsipuu – "I'm Outta Love" di Anastacia
- Raimondo Laikre – "Back On The Road" di Earth, Wind & Fire
- Taavi Peterson – "Inimese loom" di [rmas Alender
- Mihkel Ratt – "Devils Daughter" di Silvertide
- Mariann Saar – "The Show Must Go On" dei Queen
- Anna-Liisa Supp – "I Say a Little Prayer" di Aretha Franklin
- Luisa Värk – "You're the Inspiration" dei Chicago
- Birgit Õigemeel – "Keegi tulla võib" di Rein Rannap

### Top 8: Musica di film
- Rivo Kingi – "Hero" di Chad Kroeger
- Nele Kirsipuu – "I Don't Wanna Miss a Thing" di Aerosmith
- Raimondo Laikre – "Can You Feel the Love Tonight" di Elton John
- Taavi Peterson –  "Love Me Two Times" di The Doors
- Mariann Saar – "Respect" di Aretha Franklin
- Anna-Liisa Supp – "Listen" di Beyoncé
- Luisa Värk – "Son of a Preacher Man" di Dusty Springfield
- Birgit Õigemeel –  "Can't Fight the Moonlight" di Leann Rimes

### Top 7: Musica estone
- Rivo Kingi – "Julge laul" di Ivo Linna
- Nele Kirsipuu – "Rocca al Mare"
- Raimondo Laikre – "Mis värvi on armastus?" di Uno Loop
- Taavi Peterson – "Ilus oled isamaa" di Tõnis Mägi
- Anna-Liisa Supp – "Minu südames sa elad" di Jaak Joala
- Luisa Värk – "Naerjad vihmas" di Mait Maltis
- Birgit Õigemeel – "Kui mind kutsud sa" di Jaak Joala

### Top 6: Scelta dei giudici
- Rivo Kingi – "Nothing Else Matters" dei Metallica
- Raimondo Laikre – "Big Yellow Taxi" di Counting Crows
- Taavi Peterson – "Burning Down the House" di Talking Heads
- Anna-Liisa Supp – "Walking on Broken Glass" di Annie Lennox
- Luisa Värk – "Erase/Rewind" dei Cardigans
- Birgit Õigemeel – "Everybody Hurts" dei R.E.M.

### Top 5: Big Band round
- Rivo Kingi – "Sway" di Dean Martin
- Raimondo Laikre – "Ain't Misbehavin'" di Hank Williams, Jr.
- Taavi Peterson – "Route 66" composed di Bobby Troup
- Luisa Värk – "Don't Know Why" di Norah Jones
- Birgit Õigemeel – "Fever" di Little Willie John

### Top 4: Musica country e hit americane del 2007
- Rivo Kingi – "View from Heaven" degli Yellowcard
- Taavi Peterson – "Blowing in the Wind" di Bob Dylan
- Luisa Värk – "I Will Remember You" di Sarah McLachlan
- Birgit Õigemeel – "Olen loobuda sust proovinud" Vince Gill
- Rivo Kingi – "Keep Your Hands Off My Girl" di Good Charlotte
- Taavi Peterson – "Ruby" di Kaiser Chiefs
- Luisa Värk – "All Good Things (Come to an End)" di Nelly Furtado
- Birgit Õigemeel – "Who Knew" di Pink (cantante)

### Top 3: Musica rock e duetto
- Taavi Peterson – "Polly" dei Nirvana
- Luisa Värk – "Ironic" di Alanis Morissette
- Birgit Õigemeel – "Bring Me to Life" degli Evanescence
- Taavi Peterson e Ines – "Iseendale" di Ines
- Luisa Värk e Tanel Padar – "Lootusetus" di Tanel Padar & the Sun
- Birgit Õigemeel e Riho Sibul – "Ma sind ei tea" di Eric Carmen

### Finale: scelta del concorrente, scelta del pubblico e canzone di Rein Rannap
- Luisa Värk – "A Moment like This" di Kelly Clarkson
- Birgit Õigemeel – "Bring Me to Life" degli Evanescence
- Luisa Värk – "Earth Song" di Michael Jackson
- Birgit Õigemeel – "Impossible Dream" di Luther Vandross
- Luisa Värk – "Suudlus läbi jäätunud klaasi" di Rein Rannap
- Birgit Õigemeel – "Raagus sõnad" di Rein Rannap

## Tabella delle eliminazioni
| Parte     | Parte           | Semifinali | Semifinali | Semifinali | Semifinali | Semifinali | Finali    | Finali    | Finali    | Finali    | Finali    | Finali    | Finali    | Finali    |
| Settimane | Settimane       | 03/16      | 03/23      | 04/01      | 04/08      | 04/15      | 04/22     | 04/29     | 05/06     | 05/13     | 05/20     | 05/27     | 06/03     | 06/10     |
| Posto     | Concorrente     | Risultato  | Risultato  | Risultato  | Risultato  | Risultato  | Risultato | Risultato | Risultato | Risultato | Risultato | Risultato | Risultato | Risultato |
| 1         | Birgit Õigemeel | QF         |            |            |            |            |           |           |           |           |           |           |           | Winner    |
| 2         | Luisa Värk      | Elim       |            |            |            | WC         |           |           |           |           |           |           |           | Runner-up |
| 3         | Taavi Peterson  |            |            | QF         |            |            |           |           | Btm 2     |           |           | Btm 2     | Elim      |           |
| 4         | Rivo Kingi      |            | QF         |            |            |            | Btm 2     | Btm 3     |           |           | Btm 2     | Elim      |           |           |
| 5         | Raimondo Laikre |            |            |            | QF         |            |           |           |           | Btm 2     | Elim      |           |           |           |
| 6         | Anna-Liisa Supp |            | QF         |            |            |            |           |           |           | Elim      |           |           |           |           |
| 7         | Nele Kirsipuu   |            |            |            | QF         |            |           | Btm 2     | Elim      |           |           |           |           |           |
| 8         | Mariann Saar    | QF         |            |            |            |            | Btm 3     | Elim      |           |           |           |           |           |           |
| 9         | Mihkel Ratt     |            |            | QF         |            |            | Elim      |           |           |           |           |           |           |           |

| Donne | Uomini | Wildcard | Salvo/a | Qualificato/a | Ultimi 3 | Ultimi 2 | Eliminato/a | Non ha partecipato |